# Brežice
Brežice (vyslovováno [ˈbɾèːʒitsɛ]; německy: Rann [ʁan]) je město ve východním Slovinsku v Dolním Posáví, poblíž chorvatské hranice. Je sídlem Občiny Brežice. Leží uprostřed Brežiškého pole (slovinsky: Brežiško polje), které je součástí širší Kršské roviny (slovinsky: Krška ravan). Oblast byla tradičně rozdělena mezi Dolní Štýrsko (území na levém břehu řeky Sávy) a Dolní Kraňsko (území na pravém břehu Sávy). Celá obec nyní spadá do statistického regionu Dolní Posáví.
Brežice se pyšní bohatým historickým a kulturním dědictvím. Posávské muzeum Brežice (slovinsky: Posavski muzej Brežice), sídlící na zámku Brežice, obsahuje archeologické a etnologické expozice, expozice o chorvatském a slovinském selském povstání a sbírku moderní historie. Je to jedno z největších regionálních muzeí v zemi. K novějším dominantám města patří jeho vodárenská věž a také dvojité oblouky 527 metrů dlouhého železného mostu, který překlenuje řeky Sávu a Krku.

## Historie a současnost
První písemná zmínka pochází z roku 1241. Později bylo administrativním centrem panství salcburského arcibiskupa v Posáví. V roce 1353 získala Brežice městské a trhové právo. Na přelomu let 1493/94 se Brežice stala majetkem Habsburků. V patnáctém století bylo město dotčeno střety s Maďary a Turky; v letech 1479–91 bylo město dokonce v maďarských rukou. V roce 1515 se u Brežice střetla panská vojska s oddíly nespokojených sedláků, kteří bitvu prohráli a někteří ze vzbouřených sedláků byli přímo na bojišti oběšeni. Ve druhé polovině 16. století převládl ve městě protestantismus, v této době místní soud jednal ve slovanském (slovinském) jazyce. V roce 1848 byla založena národní garda a po roce 1860 se Brežice stala jedním z míst, kde docházelo ve Štýrsku ke střetům mezi Němci a Slovinci.
Po první světové válce byla Brežice součástí Království Srbů, Chorvatů a Slovinců, resp. Jugoslávie. V letech 1941 až 1945 byla součástí říšskoněmeckého záboru. Od roku 1945 byla opět součástí Jugoslávie, resp. Slovinska.